# Paul G. Tremblay
Pour les articles homonymes, voir Tremblay.
Œuvres principales
- La Cabane aux confins du monde
- Possession
- Disappearance at Devil's Rock

Paul G. Tremblay, né le 30 juin 1971 à Aurora dans le Colorado, est un écrivain et éditeur américain travaillant dans le domaine de la littérature d'horreur et de la dark fantasy.

## Biographie
Né dans le Colorado, il passe sa jeunesse dans le Massachusetts. Il s'inscrit au Providence College dans le Rhode Island, où il obtient son baccalauréat en 1993. Il détient également une maîtrise en mathématiques de l'université du Vermont depuis 1995.
Pendant les étés entre ses années universitaires, Tremblay travaille à l'usine Parker Brothers de Salem dans le Massachusetts, principalement dans l'entrepôt et sur les chaînes de montage. 
Après avoir obtenu son premier diplôme universitaire, il commence à enseigner les mathématiques.
En 2015, il publie Possession (A Head Full of Ghosts), roman qui connaît un grand succès, tout comme La Cabane aux confins du monde (The Cabin at the End of the World) paru en 2018.

## Œuvre

### Romans
- (en) Swallowing a Donkey's Eye, 2012
- (en) Floating Boy and the Girl Who Couldn't Fly, 2014Écrit avec Stephen Graham Jones.
- Possession, Sonatine, 2018 ((en) A Head Full of Ghosts, 2015), trad. Hubert Tézenas, 336 p.  (ISBN 978-2-35584-665-6)Prix Bram-Stoker du meilleur roman 2015
- (en) Disappearance at Devil's Rock, 2016Prix British Fantasy du meilleur roman d'horreur 2017
- La Cabane aux confins du monde, Gallmeister, 2023 ((en) The Cabin at the End of the World, 2018), trad. Laure Manceau, 352 p.  (ISBN 978-2-35178-896-7)Prix Bram-Stoker du meilleur roman 2018 et prix Locus du meilleur roman d'horreur 2019, adapté au cinéma en 2023 par M. Night Shyamalan sous le titre Knock at the Cabin
- Le Chant des survivants, Gallmeister, 2022 ((en) Survivor Song, 2020), trad. Juliane Nivelt, 336 p.  (ISBN 978-2-35178-263-7)
- (en) The Pallbearers Club, 2022
- (en) Horror Movie, 2024

### Recueils de nouvelles
- (en) Compositions for the Young and Old, 2004
- (en) City Pier: Above and Below, 2007
- (en) In the Mean Time, 2010
- (en) Growing Things and Other Stories, 2019Prix Bram-Stoker du meilleur recueil de nouvelles 2019
- (en) The Beast You Are, 2023